# Cheilo liparetroides
Cheilo liparetroides är en skalbaggsart som beskrevs av Britton 1990. Cheilo liparetroides ingår i släktet Cheilo och familjen Melolonthidae. Inga underarter finns listade i Catalogue of Life.